# Ogdoconta atomaria
Ogdoconta atomaria là một loài bướm đêm trong họ Noctuidae.